# 네드라 볼즈

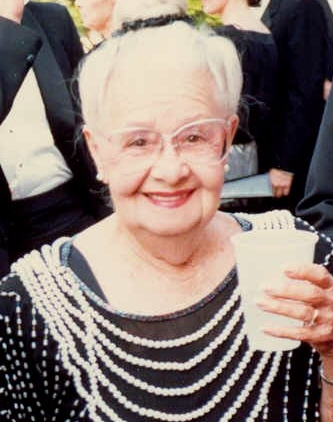

니드라 볼즈(Nedra Volz, 영어 발음: /ˈniːdrə/, 1908년 6월 18일 ~ 2003년 1월 20일)는 미국의 배우이다.
메사에서 사망하였다. 사인은 암이다.

## 출연 작품

### 영화
- 10 (1979)
- 구두쇠와 꼬마 숙녀 (1980)
- 사랑 게임 (1984, For Love or Money)
- 변칙 플레이 (1985, Moving Violations)
- 먼지 속의 고민 (1985, Lust in the Dust)
- Betrayal of the Dove (1993)
- 햄들의 침묵 (1994)

### 텔레비전
- 아들과 딸들 (1978-80)
- 형사 Q (1980)
- 해저드 마을의 듀크 가족 (1980-84)
- 신나는 개구쟁이 (1980-84)
- 더 폴 가이 (1985-86)
- 스텝 바이 스텝 (1993-94)